# 235990 Laennec
235990 Laennec è un asteroide della fascia principale. Scoperto nel 2005, presenta un'orbita caratterizzata da un semiasse maggiore pari a 3,1116500 UA e da un'eccentricità di 0,2118759, inclinata di 15,68636° rispetto all'eclittica.